# Pont de Bali Mandara
Le pont de Bali Mandara est un pont d'Indonésie situé sur l'île de Bali. Construit sur 12,7 kilomètres au-dessus de la lagune située au sud de Denpasar, la plus grande ville de l'île, il offre une alternative d'accès à l'unique route le long de l'aéroport et permettant de gagner la péninsule de Bukit. Il comporte un échangeur construit au-dessus de la lagune et qui offre un accès direct à l'aéroport.